# Aflorimentul Fîrlădeni
Aflorimentul Fîrlădeni este un monument al naturii de tip geologic sau paleontologic în raionul Căușeni, Republica Moldova. Este amplasat lângă satul Fîrlădeni, în râpa de pe partea dreaptă a văii râulețului Fîrlădeni, în apropiere de drumul spre Căușeni. Are o suprafață de 5 ha conform legii sau 10,13 ha conform observațiilor recente. Obiectul este administrat de Primăria comunei Fîrlădeni.

## Descriere
În partea superioară a secțiunii stratigrafice a aflorimentului se găsesc argile de culoare gălbuie-cenușie, la baza cărora se află pietriș și nisip, pe alocuri cu silex, care reprezintă aluviunile terasei a IX-a (levantin) a fluviului Nistru, lipsită de faună fosilă. În nisipurile inferioare ale aflorimentului au fost descoperite resturile scheletice ale mastodontului Mammut borsoni și ale elefantului Elephas planifrons (sin. Archidiskodon gromovi), dar se presupune că acestea provin din depozitele levantine de mai sus.
Depozitele aluviale sunt aranjate pe formațiuni deltaice meoțiene: nisipuri verzui și, mai jos, nisipuri de culoare ruginie cu grosimea de circa 10 m, despărțite de o lentilă de 30 cm de argilă verde-cenușie (depozite de baltă). Aici, B. Tarabuchin, cercetător științific al Muzeului Național de Etnografie și Istorie Naturală din Chișinău, a descoperit resturi scheletice ale mastodontului Mammut borsoni și ale girafei Helladotherium sp. Nisipurile de la baza secțiunii stratigrafice conțin cochilii de Mactra bulgarica și resturi scheletice ale cerbului Euclacedoros sp.

## Statut de protecție
Obiectivul a fost luat sub protecția statului prin Hotărîrea Sovietului de Miniștri al RSSM din 8 ianuarie 1975 nr. 5, iar statutul de protecție a fost reconfirmat prin Legea nr. 1538 din 25 februarie 1998 privind fondul ariilor naturale protejate de stat. Deținătorul funciar al monumentului natural este Primăria comunei Fîrlădeni.
Aflorimentul prezintă interes pentru cercetările geologice și paleontologice și este un etalon pentru corelări geologice ale depozitelor deltaice ale meoțianului de pe teritoriul Republicii Moldova.
Conform situației din anul 2016, suprafața ariei naturale nu este concretizată. Aria nu este delimitată și lipsește un panou informativ care să informeze despre statutul de protecție.